# Deflegmator
Deflegmator (skraplacz częściowy) – urządzenie działające podobnie do kolumny rektyfikacyjnej, zwiększające efektywność procesu destylacji (służącego rozdzielaniu mieszanin ciekłych).
Deflegmator jest rodzajem  chłodnicy, w której następuje częściowe skroplenie par opuszczających kolbę destylacyjną (naczynie z wrzącą cieczą) lub kolumnę rektyfikacyjną. Powstała w ten sposób flegma (kondensat o większym, w stosunku do par, stężeniu składnika mniej lotnego) jest zawracana do kolby (w przypadku destylacji prostej) lub na najwyższą półkę kolumny rektyfikacyjnej (w przypadku rektyfikacji). Nieskroplona para, wzbogacona w deflegmatorze w składnik bardziej lotny (inaczej mówiąc, niżej wrzący), jest odprowadzana do skraplacza jako destylat.